# Elisabeth von Senitz
Elisabeth von Senitz auch Semnitz (* 2. November 1629; † 12. Februar 1679 in Rankau) war eine evangelische Schriftstellerin aus Breslau.

## Leben
Elisabeth von Senitz stammte aus einer alten schlesischen Adelsfamilie und wurde als Tochter von Adam von Senitz und Anna von Bielitsch in Rankau geboren. Ihre Familie herrschte über die Güter Rankau und Rudelsdorf im Herzogtum Brieg. Als Tochter einer Adelsfamilie erhielt Elisabeth von Senitz eine Grundausbildung durch ihre Mutter und möglicherweise auch durch einen Privatlehrer. So erlernte sie das Lesen, Schreiben, Rechnen und andere Tätigkeiten, darunter Handarbeiten. Zudem lernte sie Fremdsprachen wie Latein. Sie ging als Hofdame der Herzogin Elisabeth, Gattin des Herzogs Sylvius Nimrod nach Oels. Dort lehrte man sie vermutlich gesellschaftliche Umgangsformen, die Kunst der Konversation und höfische Manieren. In Oels lernte Elisabeth von Senitz Georg von Wende kennen, der von 1658 bis 1661 als Konrektor an der städtische Schule in Oels tätig war. Er wurde ihr zum Freund und spielte eine wichtige Rolle bei ihrer Aufnahme in den Pegnesischen Blumenorden. Am Hof von Oels war die Schriftstellerin in einen von der Forschung umstrittenen Heiratsvorfall verwickelt. So wird in einer Quelle erwähnt, dass Elisabeth von Senitz verheiratet, respektive verwitwet war. In einer anderen Quelle wird von einem Vorfall berichtet, bei dem ein Bewerber Elisabeths von Senitz, der Baron von Schiming, als Heiratsschwindler aufgedeckt wurde. Dies verursachte zwar einen gesellschaftlichen Skandal, aber die Schriftstellerin konnte ihre Ehre und ihren Ruf wahren. Die Forschung ist sich jedoch nicht einig, ob sich dieser Vorfall noch in Oels oder bereits in Breslau zugetragen hat, wohin die Schriftstellerin im Verlaufe ihres Lebens zurückkehrte. Dort verblieb sie bis zu ihrem Tod und widmete sich der Dichtung und Korrespondenz mit vielen zeitgenössischen Gelehrten.
Die Schriftstellerin war Teil des Pegnesischen Blumenordens und war dort bekannt unter dem Titel Celinde. Dort widmete ihr Sigmund von Birken den zweiten Teil seiner Pegnesis, eine Ehrung, welche die Schriftstellerin nicht mehr miterlebt hat, da die Pegnesis erst nach Senitz’ Tod eingetroffen ist.

## Werk
Insgesamt umfasst Elisabeth von Senitz’ Werk über 50 geistliche Lieder und Sonette, Gedichte religiöser und weltlicher Art und ein Romanfragment. Zudem pflegte sie Korrespondenzschriften mit Gelehrten ihrer Zeit. Während Elisabeth von Senitz ihr dichterisches Talent zuerst nur in ihrem Freundeskreis zeigte, setzte sich Georg von Wende schließlich für die Aufnahme der Schriftstellerin in den pegnesischen Blumenorden ein. Wende schlug sie Sigmund von Birken vor, der die Aufnahme genehmigte. Im pegnesischen Blumenorden schrieb die Dichterin unter dem Namen Celinde. Wende ermutigte sie, ihr Werk einer breiteren Öffentlichkeit zugänglich zu machen und sich in einem männlich dominierten Dichterraum zu behaupten. Von Georg von Wende erhielt die Schriftstellerin auch das weiße Schäferband mit eingestickter Jesmine im April 1671, eine besonderen Ehrung im pegnesischen Blumenorden.
Mit ihrer religiösen Dichtung trug Elisabeth von Senitz zur Tradition der evangelischen Passionslyrik bei. Dabei ging es der Schriftstellerin besonders um die Anteilnahme am Leiden Jesus Christus. In der Passionslyrik wird besonders die menschliche Gestalt Christis betont und es geschieht eine innige, sinnliche und erotische Anschauung seines Körpers. Diese Thematik findet sich in ihrer Gedichtsammlung, die Elisabeth von Senitz Sigmund von Birken aus Dankbarkeit über ihre Aufnahme in den Pegnesischen Blumenorden widmete. Diese veröffentlichte Georg von Wende unter dem Titel Andächtige Kreutz-Gedancken bey dem Kreutz Christi, Ihrem Erlöser zu schuldiger Danckbarkeit. Allen Kreutz-Trägern zu besonderer Seelen-Erquickung in XII. Andachts-Stunden zu Papier gebracht von einer in Christo Verliebten SeelenGedichten. In dieser Sammlung befinden sich ein Widmungssonett an Sigmund von Birken sowie zwölf Gedichte über die Kreuzigung Jesus Christus. Darin beschreibt sie von ihren eigenen Gefühlen gegenüber Jesus, über seinen Dornenkranz, sowie seine Kreuzklage und seine Todesangst. Elisabeth von Senitz beschreibt Jesus als ihren Zufluchtsort, der ihr Beistand gibt und betont durch ihre Worte ihre Liebe und Verbundenheit zu ihm. Durch die Braut- und Jesusminne gilt Elisabeth von Senitz als Beispiel für die mystischen Frömmigkeit.
Besonders ihre geistliche Dichtung zeigt, dass ihr Wissen mehr umfasste als die durchschnittliche Bibelkenntnis. So kannte sie sich aus mit den Werken der Kirchenväter, der lutherischen und anderen Theologien, der Mystiker und der geistlichen Dichtung ihrer Zeit. Die Lyrik der Schriftstellerin weist viele Bezüge zu geistlichen Liedern von Angelus Silesius und Andreas Gryphius Oden auf. Dementsprechend zeichnet sich ihr Werk sprachlich durch viele Antithesen, Parallelismen und Wiederholungen aus. Von ihren Gedichten erlangte besonders ein Gedicht große Bekanntheit: Das Passionslied O, Du Liebe meiner Liebe. Es gekennzeichnet die Schriftstellerin als Vorläuferin des Pietismus und wurde in pietistische und lutherische Gesangsbücher aufgenommen.
Durch Georg von Wende lernte sie Georg von Schnöbel kennen, ein aus Breslau stammender kaiserlicher und königlicher Rat in Magdeburg. Dieser unterstützte die Veröffentlichung ihres Passionszyklus. Elisabeth von Senitz widmete Schnöbel ein Sonett und schrieb ein Lobgedicht auf Wende, das die enge Freundschaft zwischen der Schriftstellerin und dem Poeten zeigt. Für ihr Werk wurde die Schriftstellerin von ihren Zeitgenossen entsprechend gelobt.

## Schriften (Auswahl)
- Andächtige Kreutz-Gedancken bey dem Kreutz Christi, Ihrem Erlöser zu schuldiger Danckbarkeit. Allen Kreutz-Trägern zu besonderer Seelen-Erquickung in XII. Andachts-Stunden zu Papier gebracht von einer in Christo Verliebten SeelenGedichten. Müller, Magdeburg 1676  (Online).
- O, Du Liebe meiner Liebe. Entstehungsdatum- und Ort sind unbekannt, doch das Lied wurde in sehr viele Gesangsbüchern aufgegriffen, unter anderem:
  - Friedrich Lyriz: Kern des deutschen Kirchengesangs: als Versuch zur Herstellung eines nach Ton, Rhythmus u. Harmonie rectificirten Choralbuchs zum Gebrauch evangl. lutherischer Gemeinden deutscher Zunge, Band 2, C. H. Beck, 1849 (Online).
- Eine Auswahl ihrer geistlichen Lieder ist bei Johann Herdegen Historische Nachricht von dess löblichen Hirten- und Blumen-Ordens an der Pegnitz Anfang und Fortgang biss auf das durch Göttl. Güte erreichte Hunderste Jahr, mit Kupfern geziert, und verfasset von dem Mitglied dieser Gesellschafft Amarantes, Christoph Riegel, Nürnberg 1744. (Online) zu finden.
- Eine umfangreichere Übersicht des Werks der Schriftstellerin wird bei Renate Jürgensen aufgeführt: Melos conspirant singuli in unum. Repertorium bio-bibliographicum zur Geschichte des Pegnesischen Blumenordens in Nürnberg (1644–1744).